# Kyriákos Karataïdis
Kyriákos Karataḯdis (en grec moderne : Κυριάκος Καραταΐδης) est né le 4 juillet 1965 à Kastoriá. C'est un joueur de football grec ayant évolué au poste de défenseur.

## Carrière

### PAE Kastoria
Kyriákos Karataḯdis commence sa carrière pro dans le club de sa ville lors de la saison 1982/1983 de l'Alpha Ethniki et joue ses trois premiers matchs lors de cette saison qui sera celle de la relégation pour Kastoriá qui finira bon dernier du championnat.
La saison 1983/1984 voit des débuts prometteurs, Kyriákos dispute vingt et un matchs et gagne une certaine confiance de son entraineur. C'est lors de la saison 86-87 qu'il marque les deux premiers buts de sa carrière; il en marquera deux autres en 87-88, les derniers de sa carrière au PAE Kastoria.

### Olympiakos Le Pirée
Kyriákos Karataḯdis commence sous les couleurs du port d'Athènes lors de la saison 1988/1989, il y dispute vingt-six matchs sur trente et inscrit un but; le club finit 2e du championnat et se qualifie pour la Coupe UEFA 1989-1990 où ils iront jusqu'au huitièmes de finale où le club se fera éliminer par l'AJ Auxerre. Justement, lors de cette saison 89-90, le club finit à une décevante 4e, Kyriákos dispute trente matchs du championnat et remporte avec Le Pirée la coupe de Grèce après une victoire sur le OFI Crète 4-2.
Le défenseur grec dispute trente-trois matchs du championnat 90-91 sur trente-quatre, le club finit 2e. Il remporte pour la deuxième fois la Coupe de Grèce en 91-92 et remporte la supercoupe de Grèce en 92-93 avant une troisième place au championnat. L'Olympiakos finit une nouvelle fois troisième du championnat en 93-94 ; Kyriákos  est sélectionné par Alkétas Panagoúlias pour disputer la Coupe du monde de football 1994 où la Grèce est éliminé en finissant dernier avec trois défaites, zéro but marqué et dix buts encaissés, Karataḯdis jouera que le match contre la Bulgarie (0-4).
La saison 1994-1995 voit l'Olympiakos finir second derrière le Panathinaikos qui remportera les trois coupe en Grèce cette année (championnat, coupe et supercoupe). Le Pirée finit 3e en 95-96 mais connaitra une période magnifique de son histoire en remportant à partir de la saison 1996-1997 sept titres de champion de Grèce consécutives; Kyriákos en remportera cinq et raccrochera après la saison 2000-2001 à l'âge de 36 ans.

## Palmarès
- Coupe de Grèce de football: 1989-1990; 1991-1992
- Supercoupe de Grèce de football: 1992-1993; 1998-1999
- Championnat de Grèce de football: 1996-1997; 1997-1998; 1998-1999; 1999-2000; 2000-2001 (5 fois)